# Sablonceaux
Sablonceaux település Franciaországban, Charente-Maritime megyében. Lakosainak száma 1413 fő (2022. január 1.). Sablonceaux Balanzac, Le Gua, Nancras, Saint-Romain-de-Benet és Saujon községekkel határos.

## Népesség
A település népessége az elmúlt években az alábbi módon változott:
| Lakosok száma | 750  | 858  | 1027 | 1093 | 1346 | 1400 | 1397 | 1391 | 1396 | 1413 |
|               | 1968 | 1982 | 1990 | 2006 | 2013 | 2015 | 2017 | 2019 | 2020 | 2022 |